# Rabaska (revue)
Cet article concerne la revue d'ethnologie. Pour l'embarcation, voir rabaska. Pour le projet portuaire, voir Rabaska (projet industriel).
Rabaska est une revue universitaire québécoise révisée par les pairs spécialisée dans le domaine de l'ethnologie, qui se consacre à l'étude des cultures, du patrimoine et des traditions de l'Amérique du Nord francophone. La revue est dirigée par l'ethnologue Jean-Pierre Pichette.
Depuis sa création, Rabaska a joué un rôle fédérateur, en rassemblant les chercheurs et les spécialistes intéressés par l'étude du patrimoine des Français d'Amérique du Nord, dont certains historiens et linguistes connus, comme Pierre Lahoud et Claude Poirier.

## Fondation
La création de Rabaska remonte à 2002 lorsque la Société québécoise d'ethnologie, après une période de réflexion, décida de doter la communauté universitaire d'une revue spécialisée. Dès sa fondation, la revue s'est fixée le but de contribuer à l'avancement des connaissances en ethnologie franco-américaine, en offrant un espace dédié à la publication d'articles savants, de comptes rendus et de débats d'actualité.
Le nom Rabaska provient de l'autochtonisme nominal rabaska, qui désigne le grand canot d'écorce algonquien. Ce terme évoque la pénétration de l'Amérique du Nord par les explorateurs français et canadiens aux XVIIe et XVIIIe siècles siècles, symbolisant ainsi l'implantation de la civilisation française sur ce continent.

## Contenu
Rabaska accorde une place prépondérante à la recherche sur le terrain et donc à l'ethnologie basée sur l'expérience directe. La revue comprend trois parties : un volet scientifique, un volet grand public et un volet rétrospectif.
D'abord, le volet scientifique présente des articles savants mettant en lumière les avancées et les découvertes dans le domaine de l'ethnologie franco-américaine. Il offre également des critiques de la production ethnologique contemporaine, y compris des comptes rendus de livres, de disques et de films pertinents.
Ensuite, le volet grand public s'adresse à un public plus large en présentant des portraits de personnalités, d'institutions ou d'évènements marquants liés à l'ethnologie. Il offre un espace pour les discussions sur les enjeux actuels dans le domaine, favorisant ainsi les échanges d'idées et les débats entre les chercheurs sur des sujets communs en ethnologie.
Enfin, le volet rétrospectif offre un aperçu des activités régionales liées à l'ethnologie, y compris les rapports des centres de recherche, les nouvelles des programmes d'enseignement, les publications, les expositions ethnologiques dans les musées, les thèses soutenues et les distinctions honorifiques.